# قطعنامه ۹۴۰ شورای امنیت
قطعنامه  ۹۴۰ شورای امنیت سازمان ملل متحد که در تاریخ ۳۱ ژوئیه ۱۹۹۴ تصویب شد، سندی بین‌المللی دربارهٔ هائیتی است. این قطعنامه طی نشست ۳۴۱۳ام با ۱۲ رای موافق، ۰ مخالف و ۲ ممتنع تصویب شد.